# ألتون بيغز
ألتون بيغز (بالإنجليزية: Alton Biggs)‏ هو لاعب كرة قاعدة أمريكي، ولد في 14 أبريل 1912، وتوفي في 14 مايو 1981.